# Miguel Zavaleta
Miguel Zavaleta (Barrio Norte, Buenos Aires, 16 de febrero de 1955) es un cantante, músico, compositor y autor de rock argentino. Zavaleta alcanzó la fama en los años 1980 como vocalista, compositor, tecladista y líder fundador del grupo de pop rock Suéter. Lideró esta banda en diferentes etapas que abarca entre los años 1981 a 2007, con varias interrupciones. Llegó a ser inclusive, el único miembro original de la misma en todas sus formaciones. Formó parte de diversos supergrupos como Bubu (su primera banda) y en paralelo a Suéter, los grupos Ray Milland Band, Los Proxenetas Prófugos y Comida China. Luego de la primera disolución de Suéter en 1989, se retiró de la música por unos años. Aún con todo, realizó colaboraciones con diversos artistas emergentes como Los Auténticos Decadentes, Hilda Lizarazu, Palo Pandolfo, Los Pericos, Fabiana Cantilo, Bersuit Vergarabat, entre otros.
En su carrera junto a Suéter, Zavaleta compuso éxitos durante la trayectoria de la banda, entre los que se destacan: «Amanece en la ruta», «Vía México», «Él anda diciendo», «Comiendo gefilte fish» y «Extraño ser». Muchas han sido interpretadas y grabadas por artistas de otros géneros, tanto en su país como en Latinoamérica.
Luego de la última separación de Suéter en diciembre de 2007, emprendió su camino solista y grabó su primer trabajo discográfico independiente lanzado a través de Internet, No lo sé, suerte quizás, en 2011. En 2019, lanzó su segundo disco titulado Volver a nacer, material grabado y producido por Pedro Aznar en 1990, pero quedó inédito hasta tres décadas más tarde.

## Biografía

### Infancia, adolescencia y comienzos artísticos

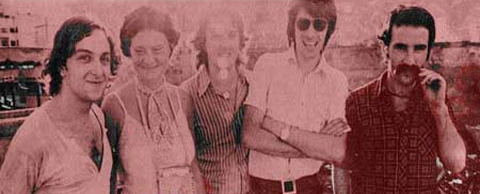
Miguel Zavaleta (primero de la fila a la izquierda) junto a los integrantes de la banda Bubu. Foto de la revista Expreso Imaginario, enero de 1977.

Miguel Zavaleta nació en Barrio Norte, el 16 de febrero del año 1955. Es el octavo y último hijo del cirujano Diego Estanislao Zavaleta y de Estella Villegas Oliva, ambos de origen salteño y radicados en Buenos Aires. A diferencia de toda su familia; él desde una edad muy temprana se crio en Barrio Norte (Buenos Aires). Según el propio Zavaleta confesó, la primera canción de rock que escuchó en su juventud fue «Silence Is Golden», del grupo británico The Tremeloes y lo marcó para siempre. Sus primeras manifestaciones sobre la música ocurrieron en su temprana infancia; relató que a los cinco años le cantó al entonces gobernador de Salta. De joven, Zavaleta escuchaba música folklórica, pero su contacto con el rock ocurrió a los catorce años, cuando caminaba por una calle junto a una novia y entraron de casualidad a un festival de música beat llamada Pinap, organizado por la revista del mismo nombre. Vio tocar en vivo a Almendra, que lo marcaría para siempre. No tenía pensado dedicarse a la música, hasta que a los dieciocho años retornó al canto cuando un conocido suyo aprendía a tocar el piano y descubrió que podía hacer melodías (sin saber leer música), lo que lo convenció de ser músico.
Antes, Miguel trabajaba como cadete en la revista Pelo, donde tuvo la oportunidad de interactuar con músicos como Javier Martínez, Billy Bond y Claudio Gabis. Años más tarde manifestaría: «Todos ellos fueron mis referentes, y en último caso terminaron siendo mis amigos». Comenzó su carrera a los veintiún años como vocalista de la banda Bubu, caracterizada por su propuesta musical y teatral, cuya tendencia se emparentaba con el rock sinfónico o la música «progresiva» de la época con influencias como King Crimson, Emerson, Lake & Palmer o Genesis.
La banda debutó en el teatro Del Globo en 1976 con el disco Anabelas, caracterizándose por su frescura, alegría y puestas en escena. En 1978, se fue de la banda y dado el contexto político-social y económico que atravesaba Argentina en ese entonces; viajó a Europa para instalarse en Ibiza (España). Allí se fue junto con un grupo de músicos amigos, entre los que se encontraba Daniel Melingo, Cachorro López, Miguel Abuelo, entre otros. En el año 1981, regresó a Argentina a la edad de 25 años de edad para terminar con sus estudios de abogacía, aunque los abandonaría al poco tiempo para formar la banda Suéter.

### Trayectoria junto a Suéter, (1981 a 1989)
Zavaleta decidió que el nombre de la agrupación fuese Suéter; ya que lo consideraba más «canchero»; ya que para él, era mitad inglés y mitad español. La banda estaba compuesta por Zavaleta (teclado y voz), Gustavo Donés (bajo), Juan del Barrio (teclados) y Jorge Minissale (guitarra). Por entonces la emergente agrupación se presentaba en pubs con Claudia Puyó, Celsa Mel Gowland y una Fabiana Cantilo recién llegada de Estados Unidos como coristas. Con esta alineación; Suéter grabó su álbum debut homónimo; que originalmente la placa discográfica iba a llamarse con el nombre de La reserva moral de Occidente. Fue lanzado en 1982, con diez canciones emparentadas al pop rock, entre las cuales estaban «Como en un barco lleno de lauchas», «Sin porteros», «Métodos» y «El pecarí». En su momento el disco pasó casi desapercibido.

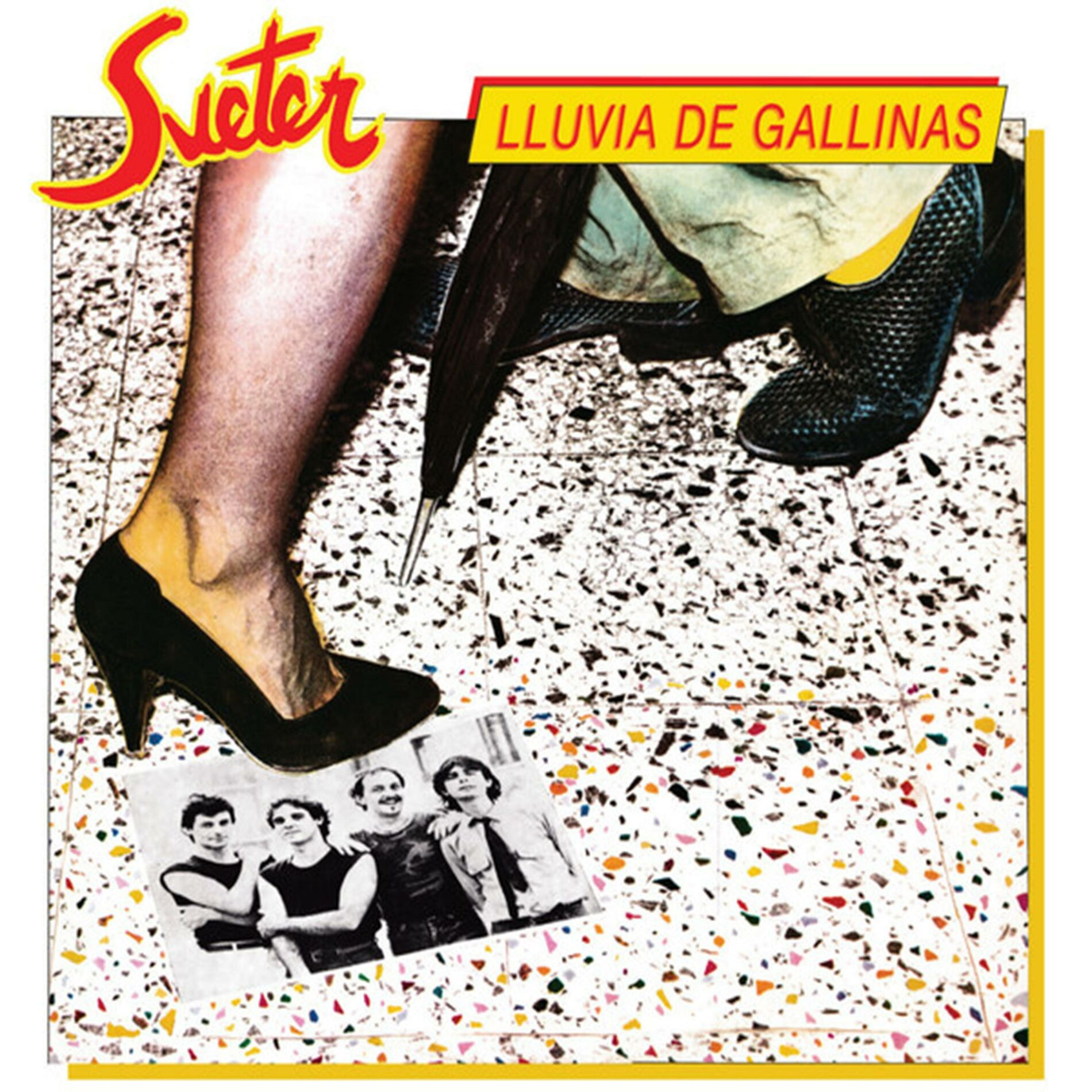
Lluvia de gallinas

Al año siguiente el grupo editó Lluvia de gallinas, un éxito comercial y de crítica por los sencillos «Mamá planchame la camisa» y «Amanece en la ruta». En 1984, tuvo un pequeño papel en la producción cinematográfica de estadounidense-argentina de Roger Corman, The Warrior and the Sorceress, una película de fantasía-acción dirigida por John C. Broderick.

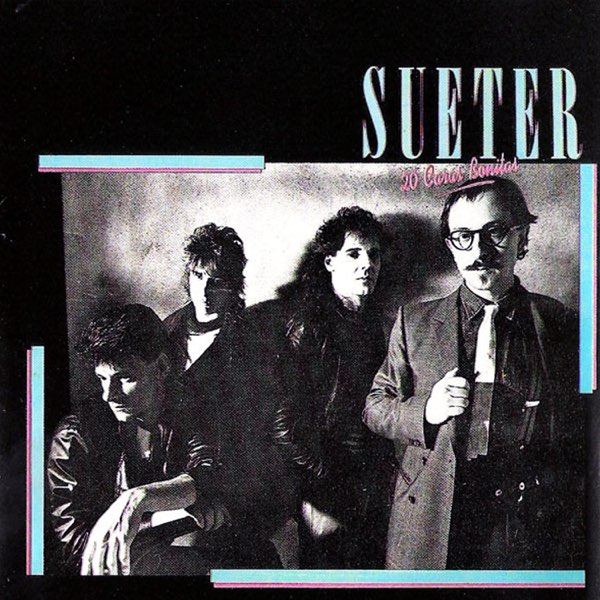
20 Caras Bonitas

En 1985, Suéter editó 20 caras bonitas, producido por Charly García y tuvo gran difusión por canciones como «Vía México», «Él anda diciendo», «Comiendo gefilte fish» y una versión libre del clásico blues de Manal «Jugo de tomate frío». Hacia 1987, después de varios cambios de formación, la banda edita su cuarta placa titulada Misión ciudadano I; considerada como la primera ópera rock de ciencia ficción del rock argentino. El nuevo trabajo no tuvo la difusión esperada y la banda se toma un receso de sus actividades. En julio de 1988, durante un impasse de Suéter, Zavaleta realiza una gira, acompañando a Nito Mestre. Visitaron Santiago (Chile) y Machu Pichu (Perú), con gran éxito. Al finalizar de la década y tras varias peleas internas con sus miembros; el grupo se desintegra y sus miembros toman caminos por separado. En el año 1989, Zavaleta emprende su carrera como solista pero no prosperó demasiado, debido a que las compañías discográficas no editaron ninguna grabación hecha por el músico. Aunque llegó a grabar dos long play (uno de ellos producido por Pedro Aznar); solo se editó un material editado recién en 2019 y el otro en la actualidad se encuentra inédito.
Luego de estos hechos, Zavaleta decidió dejar de la música algunos años. Por ese entonces contribuyó en grabaciones de otros amigos entre ellos Man Ray, Los Auténticos Decadentes, Los Pericos, Bersuit Vergarabat y Mariano Mores, con quien hizo una versión del famoso tango «Gricel».

### Otros proyectos

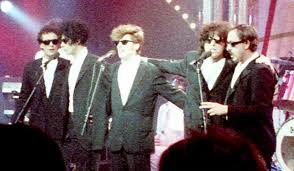
Ray Milland Band

Durante mediados de los años ochenta, Zavaleta formó parte de diversos proyectos paralelos a Suéter e integró dos de las bandas más importantes de la década: Comida China y Ray Milland Band (el nombre de la última es un homenaje, de forma sarcástica, al actor galés del mismo nombre), con los que grabaría dos trabajos discográficos con ambas agrupaciones. Con La Ray Milland Band había tomado su nombre del protagonista de El hombre con rayos X en los ojos (1963), film que contaba la historia de alguien que veía más y mejor que el resto de las personas. Esta banda estaba formado por Zavaleta, Daniel Melingo, Andrés Calamaro, Camilo Iezzi, Pipo Cipolatti en las voces y Charly García, Gustavo Donés, Pedro Aznar, Gringui Herrera y Pablo Guadalupe como la banda de acompañamiento. También la integraban invitados como al bajista Fabián Von Quintiero y a la cantante Hilda Lizarazu.
La única actuación de la banda en televisión fue en el programa Badía y Cía en diciembre de 1986, donde cantaron una canción en homenaje a Milland, titulada «Aquí esta la Ray Milland Band»; el actor había muerto hacía poco. Otra canción que tocaron fue «Himno óptico», de Cipolatti.
Después de esta breve experiencia, Zavaleta y el resto de la RMB volvió a sus respectivos proyectos musicales. Las canciones de Ray Milland Band fueron grabadas y editadas posteriormente por sus autores años más tarde.
También integraría efímeramente el grupo Comida China, otro de los grupos con los que colaboró Zavaleta como músico invitado en 1985. El nombre Comida China se debe a Rafael Bini que alrededor del año 1982 armó esta banda para interpretar los canciones y letras que él mismo componía. La banda pasó por diferentes formaciones, que integraron músicos de primer nivel y se mantuvo tocando hasta 1986. Además de Zavaleta, pasaron por esta banda Rinaldo Rafanelli, Fabiana Cantilo, Andrés Calamaro, Willy Crook, María Rosa Yorio, Hilda Lizarazu, Fabián Von Quintiero, Gustavo Donés, Charly Alberti y Daniel Melingo. En 1985, con una formación más estable, editaron su primer y único disco con el nombre de Laberinto de pasiones, producido por Rafael Bini y Camilo Iezzi.
Zavaleta lideró el efímero grupo Los Proxenetas Prófugos, integrado por Zavaleta (teclado y voz), Daniel Melingo (voz, saxo), Jorge Alem (guitarra), Alfi Martins (teclados), Duilio Pierri (coros y piano), Camilo Iezzi (bajo) y Fabiana Cantilo (voz). Durante 1985, Zavaleta pretendía hacer proyectos paralelos a Suéter, ya que surgía rumores de una posible separación; aunque estaban en proceso del tercer disco 20 caras bonitas; producido por Charly García. La banda recorría circuitos del underground porteño y galerías de arte, en las que también participaba el artista plástico Duilio Pierri y la banda tecno Los Encargados. Pierri fue quien ha realizado las tapas de discos para Suéter y Los Helicópteros y los experimentales Reynols. Esta agrupación no editó ningún trabajo discográfico.

### Reencuentros con Suéter y separación final
Luego de su auto-impuesto retiro; retornó en 1994 con la banda completamente renovada y Zavaleta la integra siendo el único miembro original activo desde su formación; (con Diego Chorno en guitarra y teclados; Jorge Álvarez en batería y Raúl Chevalier en bajo), luego reemplazado por Laura Gómez Palma. Durante este regreso, el grupo graba el álbum Suéter 5 (1995); y el primer corte de difusión fue el hit «Extraño ser»; que grabó a dúo con Andrés Calamaro. Luego de este disco y de multitudinarias presentaciones por toda Argentina, Zavaleta deja la banda. A fines de los años 90 se vuelca al tango e hizo presentaciones en teatros y en la televisión, junto al maestro Mariano Mores, acompañado por Daniel Melingo, Pipo Cipolatti, Omar Mollo y Claudia Puyó. Tras esto, se retira de la escena de la escena musical hasta el año 2002.
En 2002, se reúne con la banda, pero con la formación original que había grabado el primer disco en 1982: Zavaleta, Donés, Minissale y del Barrio; con el baterista Fresa Robic. Luego de casi un año de trajinar por distintos pubs de Buenos Aires, el 2 de agosto de 2003 hacen su primer show en un teatro. La cita fue en el teatro Premier y la banda sonó como en sus mejores épocas, tocando todos sus hits que marcaron una época en los 80's: «Vía México», «Amanece en la ruta», «Extraño ser» y «Como un barco lleno de lauchas»; que contó con la presencia de Hilda Lizarazu como invitada especial. La banda continuó en actividad y en enero de 2007 se presentan en la ciudad de Mendoza, mientras preparaban un nuevo material de estudio. La banda se mantiene unida hasta que el 8 de diciembre de 2007 falleció Gustavo Donés y debido a conflictos internos, el grupo se separó al poco tiempo dejando un nuevo álbum inédito.

### Comienzos de su carrera solista
Después de la separación definitiva de la banda en 2007; emprendió su camino en solitario. En 2009, integró un trío de jazz, rock y pop, Operación Chucrut, con el que recorrió ciudades costeras de Buenos Aires. El trío estuvo conformado por Zavaleta en teclados y voz, Hernán "Negro" Gravelloni, actual bajista de la banda de acompañamiento de David Lebon, quien ha pasado por bandas como Los Pericos y Willy Crook y Marcelo Pequenino en batería, quien ha pasado por la Orquesta Pequenino y tocado con María José Cantilo.

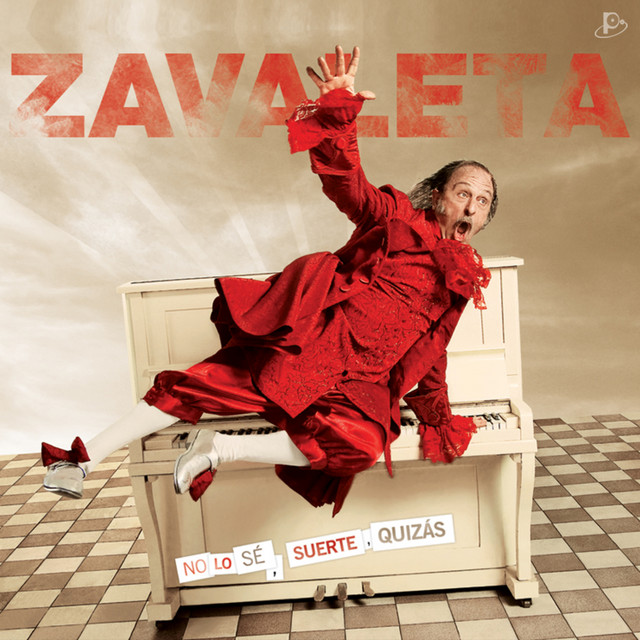
No lo sé, suerte quizás

En 2011, lanzó su primer álbum solista, titulado No lo sé, suerte quizás, con la colaboración de dos exintegrantes de Suéter, Jorge Minissale y Gustavo Donés (fallecido el 8 de diciembre de 2007, a causa de un cáncer de huesos). Este disco fue producido por Palo Pandolfo, Juanchi Baleiron, Pablo Sbaraglia y Mario Breuer. El disco iba a ser titulado bajo el nombre de A/C/T ver (es decir, Hacete ver, nombre que alude a consejos que recibió Zavaleta de algunos de sus amigos músicos).
Zavaleta decidió «colgar» su primer trabajo desde su web oficial. Este trabajo, fue grabado de forma independiente y alternativa, debido a que el músico consideraba que las compañías discográficas como PolyGram (luego, Universal Music Group); lo "destruyeron" como artista.
Al respecto del título del mismo, declaró:

«Es suerte, porque hay alguien que decide y yo soy creyente de la suerte, como los hados».
Miguel Zavaleta

El primer corte difusión de la placa, fue el tema «Vuelvo a Salta».
Esta placa contiene una diversos estilos musicales como el funk, el soul, el huayno y el rhythm and blues. La canción «De Lomas a Morón» contiene una base y mezcla de los dichos géneros ya mencionados. Sin embargo una de las canciones más emotivas del disco fue «Tema para Gus»; dedicada completamente al bajista y cercano amigo de Zavaleta, Gustavo Donés, quien murió a fines del año 2007 de un cáncer óseo. También contiene una nueva versión de la balada «Su única diferencia»; tema grabado en el primer disco de Suéter Suéter: La reserva moral de Occidente de 1982.
Con la salida del nuevo trabajo, emprendió una gira nacional presentando sus nuevas canciones y sus clásicos con Suéter. El músico formó en 2013, una efímera banda de jazz llamada Ícaro Jazz Band. Esta estuvo conformada por Quique Moreno en guitarra, Leo Páez en contrabajo, Chino Jáuregui en batería y Pablo Bacchetta en trompeta. Con esta agrupación recorre los circuitos underground de Buenos Aires.
La banda que lo acompaña para sus presentaciones en vivo son María Florencia Silva (guitarra), Rafael León (bajo), Patas Mahler (teclados) y Hernán "Fresa" Robic (batería).
En agosto de 2015, Zavaleta firmó contrato con la compañía independiente Poley Records para relanzar su primer álbum de estudio en formato físico. A comienzos de septiembre de ese año, lanzó desde su página oficial el videoclip de su canción «De Lomas a Morón».
En diciembre de 2019, publicó su segundo trabajo discográfico de estudio, al que tituló Volver a nacer. El material fue grabado en agosto y septiembre de 1990 en los estudios "El Cielito" y fue producido por Pedro Aznar. Pero debido a la quiebra de su compañía grabadora, el material quedó inédito por más de tres décadas. Zavaleta nunca pudo editar su disco en ese momento, debido a que la antigua compañía PolyGram, (hoy Universal Music Group), no le renovó contrato, por lo que no pudo lanzarse como solista y uno de los dos materiales que grabó, quedó sin darse a conocer.
En 2022, Zavaleta reeditó su primer disco en solitario No lo sé, suerte, quizás en formato físico.

## Influencias y estilo
Zavaleta es reconocido por haber integrado una de las banda de new wave más populares de los años '80, aunque su música tiene influencias de blues, jazz, funk, folklore, música clásica y rock and roll; que abarcan desde compositores como Ravel, Eduardo Falu, Claude Debussy o Cuchi Leguizamon hasta música popular moderna en las que se encuentran artistas como Genesis, The Beatles, Ray Charles, Bill Evans, Stevie Wonder y Steely Dan. Implementó estas formas de expresión musical en su primer disco solista.

## Legado
Muchas de sus canciones han sido interpretadas por Andrés Calamaro, Man Ray y Fabiana Cantilo. En Chile, Nicole grabó en su segundo álbum de estudio de 1994 titulado Esperando nada, una versión de «Extraño ser», sobre la base de la hecha por el dúo Man Ray hacia 1988; que fue un éxito rotundo en ese país, Argentina y en España. El grupo tropical Los Reyes del Cuarteto grabó «Él anda diciendo» en su disco Volumen I de 2005, pero sin perder el ritmo y el tiempo original. Fabiana Cantilo grabó una acústica de «Amanece en la ruta» en su álbum tributo al rock argentino Inconsciente colectivo (2005) y Olivia Viggiano la incluyó como bonus track en el álbum Abrir los ojos, su debut como cantante en 2013. También ha compuesto canciones para Claudia Puyó, Hilda Lizarazu, entre otros artistas.

## Información adicional

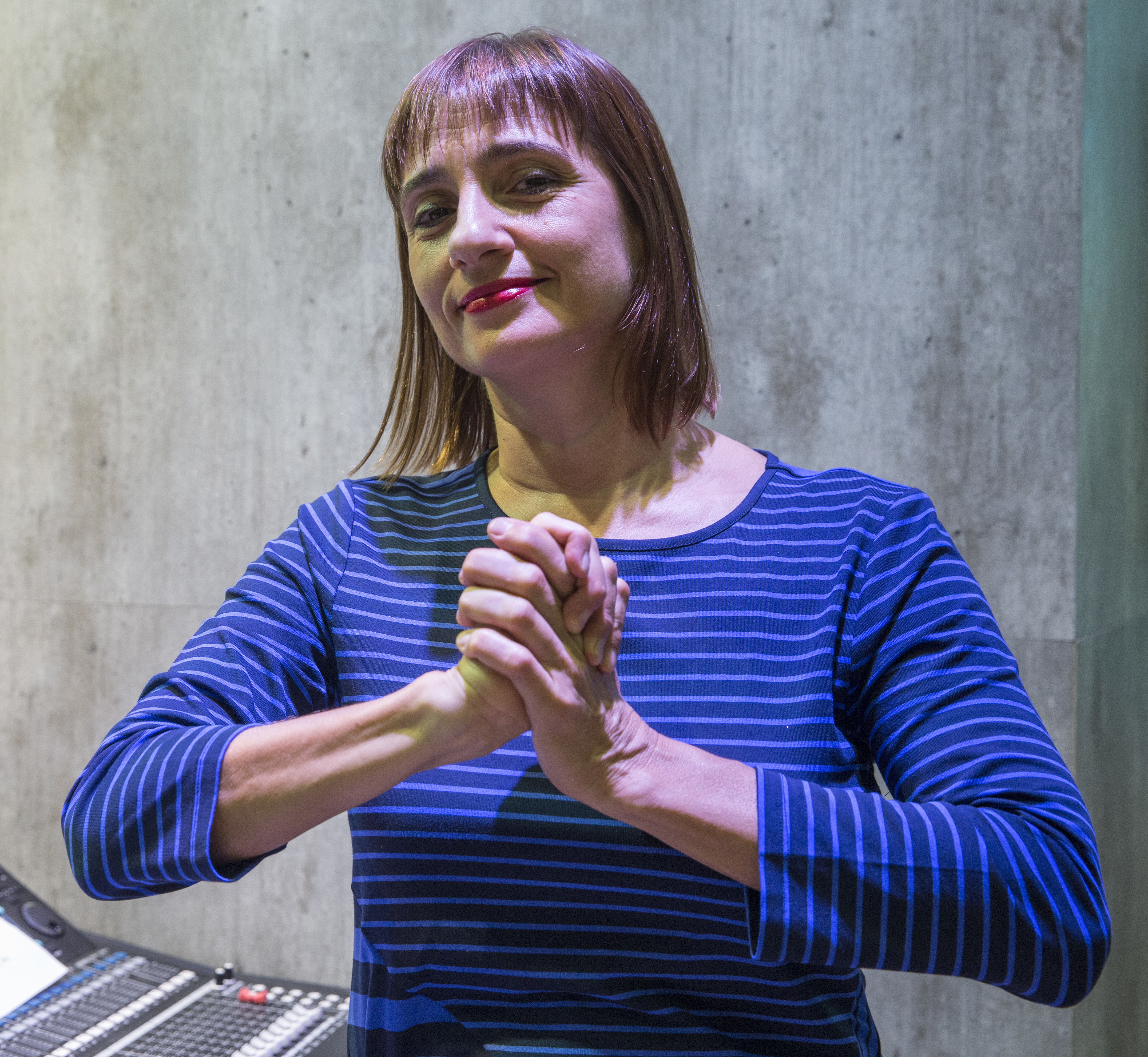
Hilda Lizarazu en 2017. Zavaleta le dedicó su canción «Extraño ser» a la cantante, quien era su pareja a principios de los años ochenta.

- Zavaleta es sobrino y discípulo del reconocido pianista de jazz Enrique Mono Villegas.[40][41]
- En sus años en Europa, tuvo contacto con grandes figuras de la música, como la banda Yes; en donde tomó clases de piano junto a Patrick Moraz y llegó a compartir escenario con él.[42]
- Durante una broma, Zavaleta fue quien le agregó el von al nombre del bajista Fabián Von Quintiero, como nombre artístico.[43] A partir de este hecho, Gustavo Cerati fue quien lo hizo reconocido al agregarlo en todos los créditos de los discos de Soda Stereo como Fabián von Quintiero.[43]
- Entre 1984-1985, lideró la efímera Los Proxenetas Prófugos, que interpretaba el entonces inédito «Extraño ser»; que luego sería popularizado por Man Ray.[44]
- En 1998 participó en la grabación del tema «Rutas del alma» con figuras de la música, radio y televisión como:Manuela Bravo, Laura Miller, Juan Carlos Baglietto, Julia Zenko, Piero, Georgina Barbarossa, Divina Gloria, Guillermo Guido, Virginia Luque, Marilina Ross, Miguel Cantilo, Hernán Caire, Adrián Otero, Natalia Oreiro, El Bahiano, Estela Raval, a beneficio de las víctimas de las inundaciones que afectaron el Litoral argentino. En esta canción participó el Coro Kennedy, dirigido por Raúl Parentella.
- En 2006 fue el ganador del concurso de compositores y autores de SADAIC a la mejor canción, rubro rock por la canción «Vuelvo a Salta»; que sería grabada en su primer disco.[45]
- Participó como invitado en algunos conciertos de Bersuit Vergarabat a comienzos de la década de 1990. Asimismo, sumó su voz en el tema "Si Amanece", del segundo disco de la banda, Asquerosa Alegría, de 1993.

- En 2010 apareció en el film Pájaros volando, una comedia protagonizada por Diego Capusotto y Luis Luque y dirigida por Néstor Montalbano, donde interpreta a un artesano mafioso llamado Roberto. Compartió escenas con importantes músicos del rock, además de sus contemporáneos: Ciro Fogliatta, Willy Quiroga, Héctor Starc, Miguel Cantilo y Claudia Puyó.[46]

- Si bien la canción «Amanece en la ruta» habla de ver la muerte en primera persona en un accidente automovilístico; a su autor siempre le preguntaban: Che, Miguelito, ¿y qué pasó con la mina en Amanece en la ruta?; a lo que Zavaleta, irónico, respondía que "no sabía"; la "atropellaron". Este mito finalizó cuando explicó que la letra era ficción; aunque sí se la dedicó a un primo que falleció en un accidente. Algunas fuentes encuentran paralelismos entre elementos como la ruta y el auto en llamas con la dictadura militar argentina, finalizada un año antes del lanzamiento del tema.[47][48]

- Zavaleta es un apasionado de la ufología y durante 2011 realizó un programa de radio llamado Naves Musicales, en donde hablaba de ovnis y pasaba música.[49] Esa fascinación por los seres de otros planetas lo llevó a implementar al tema a través de su obra conceptual con Suéter, en Misión ciudadano I (1987).[50][51]

- La canción «Extraño ser» está dedicada a Hilda Lizarazu, con quien a principios de los años 80 fueron pareja y formó parte en los coros en Suéter.

## Artistas vinculados
Zavaleta ha colaborado con diversos músicos de otros géneros como:
| - Suéter - Man Ray - Bersuit Vergarabat - Palo Pandolfo - Fabiana Cantilo - Mariano Mores - Andrés Calamaro - Hilda Lizarazu - Virus - Charly García | - Willy Crook - Daniel Melingo - Fabián Von Quintiero - Pipo Cipolatti - Celsa Mel Gowland - Pedro Aznar - Gringui Herrera - Jorge Minissale - Fena Della Maggiora - Fito Páez | - Los Romeos - Los Auténticos Decadentes - Los Pericos - Los Twist - Juanchi Baleiron - Pablo Sbaraglia - Jorge Pinchevsky - Pastoral - Cachorro López - José Luis "Sartén" Asaresi | - Eduardo Rogatti - Juan del Barrio - Alejandro De Michele - Carlos Cutaia - Los Abuelos de la Nada - Nito Mestre - Daniel Colombres - Ray Milland Band - Tito Losavio - Comida China | - Bubu - Mamporro - Los Helicópteros - Claudia Puyó - Marcelo Scornik - Miguel Abuelo |

## Discografía oficial

### Álbumes con Suéter
- 1982: Suéter
- 1984: Lluvia de gallinas
- 1985: 20 caras bonitas
- 1987: Misión ciudadano I
- 1995: Sueter 5
- 2024: La Reserva Moral de Occidente

### Álbumes recopilatorios
- 1988: Suéter Completo
- 1997: Elefantes en el techo

### Álbumes como solista
- 2011: No lo sé, suerte quizás
- 2019: Volver a nacer

## Colaboraciones
Zavaleta ha participado en más de veinte grabaciones con distintos artistas de diversos estilo:
| Año  | Álbum de estudio                               | Discográfica   | Artista/s                  |
| ---- | ---------------------------------------------- | -------------- | -------------------------- |
| 1976 | Om                                             | -              | Om                         |
| 1978 | Anabelas                                       | EMI Records    | Bubu                       |
| 1984 | Piano Bar                                      | Interdisc      | Charly García              |
| 1984 | Edu y el Pollo                                 | CBS            | Edu y el Pollo             |
| 1984 | Del 63                                         | EMI Music      | Fito Páez                  |
| 1986 | La máquina del tiempo                          | CDA            | Los Twist                  |
| 1986 | Nito                                           | -              | Nito Mestre                |
| 1987 | Laberinto de pasiones                          | -              | Comida China               |
| 1987 | Juego de palabras                              | -              | Fena Della Maggiora        |
| 1988 | Man Ray                                        | -              | Man Ray                    |
| 1990 | Piedras preciosas                              | -              | Rubén Goldín               |
| 1990 | Rab A Dab Stail                                | EMI            | Los Pericos                |
| 1993 | Fiesta monstruo                                | Sony Music/RCA | Los Auténticos Decadentes  |
| 1993 | Asquerosa alegría                              | DBN            | Bersuit Vergarabat         |
| 1995 | Piropo                                         | -              | Man Ray                    |
| 1995 | Jorge Pinchevsky y la Samovar Big Bang         | -              | Jorge Pinchevsky           |
| 1996 | Amplificador                                   | -              | Mamporro                   |
| 1997 | Willy Crook & the Funky Torinos                | -              | Willy Crook                |
| 1999 | Valentino Jazz Bazar II                        | -              | Juan Valentino/Patán Vidal |
| 2000 | El Salmón                                      | Warner Music   | Andrés Calamaro            |
| 2001 | Las fantásticas aventuras del Capitán Angustia | Warner Music   | Andy Chango                |
| 2003 | Girasoles                                      | EPSA           | Los Helicópteros           |
| 2004 | La maceta                                      | N Discos       | Artistas varios            |
| 2005 | ¡Basta Cuino!                                  | -              | Marcelo Scornik            |
| 2006 | Pasaporte                                      | DG Discos      | Los Romeos                 |
| 2011 | Carne y hueso                                  | -              | Daniel Melingo             |
| 2014 | Primavera por un día                           | -              | Claudia Puyó               |
| 2015 | Con todo                                       | Acqua Records  | Miguel Ángel Tallarita     |

## Filmografía
En cine, interpretó pequeños papeles.
| Año  | Película                       | Dirección         | Papel                                    | Créditos        | País                       |
| ---- | ------------------------------ | ----------------- | ---------------------------------------- | --------------- | -------------------------- |
| 1984 | Operación Norte (cortometraje) | Ezequiel Abalos   | Narcotraficante                          | Miguel Zavaleta | Argentina                  |
| 1984 | The Warrior and the Sorceress  | John C. Broderick | Guardián de Zeg                          | Michael Zane    | Argentina y Estados Unidos |
| 2010 | Pájaros volando                | Néstor Montalbano | Roberto, el artesano mafioso de la feria | Miguel Zavaleta | Argentina                  |

- En Internet Movie Database, se le atribuye por error la participación en otras dos películas en las que, en realidad, actuó el músico chileno Miguel Zabaleta.

## Premios
Ha recibido numerosos premios. El más reciente fue como mejor canción, en rubro rock en SADAIC:
| Año  | Trabajo Nominado | Categoría             | Resultado |
| ---- | ---------------- | --------------------- | --------- |
| 2006 | «Vuelvo a Salta» | Mejor canción de rock | Ganador   |